# Cathinon

Cathinon, der også er kendt som benzoylethanamin eller β-keto-amphetamin, er et alkaloid der findes i Catha edulis (khat) og er kemisk beslægtet med efedrin, cathin, metcathinon og andre amfetaminer. Cathinon er sandsynligvis det mest stimulerende stof i khat, og mere end 70 derivater kendes som designer drugs, for eksempel methcathinon, MDPV, alfa-PVP og mephedron (under navne som drone, M-CAT, White Magic og meow meow).